# El precio de la Gracia

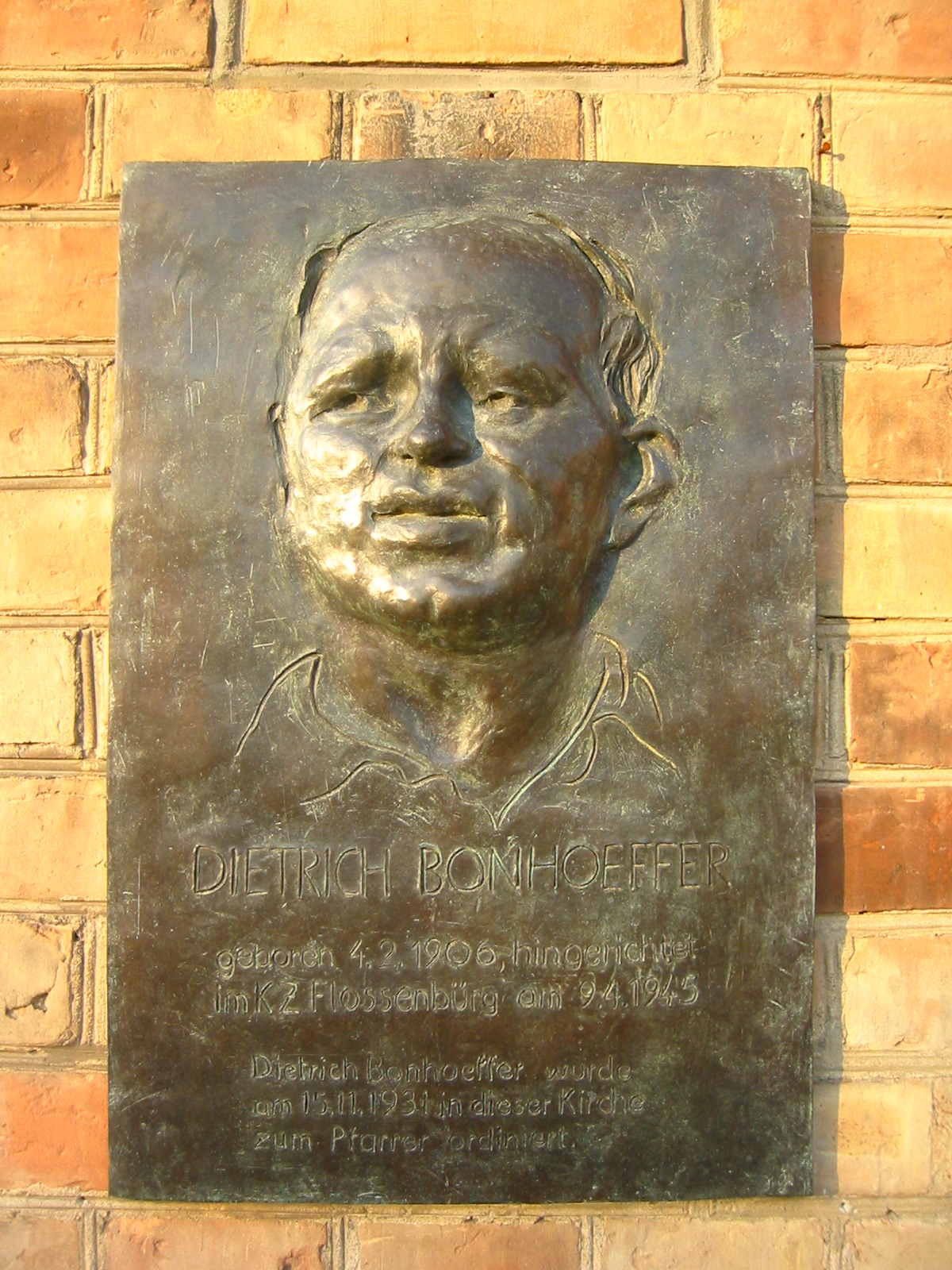
Placa homenaje a Bonhoeffer en Berlín.

El precio de la Gracia (título original en alemán: Nachfolge, El seguimiento) es un libro de teología escrito por Dietrich Bonhoeffer y publicado en 1937, durante el ascenso del nazismo. Fue publicado por primera vez en lengua española en 1968. El argumento central del ensayo es explicitar qué significa para el autor seguir a Jesucristo, a partir del sermón de la montaña, exponiendo los términos de «gracia barata» y «gracia cara».
Escrito desde una base bíblica y desde la tradición luterana, el autor se dirige a todos los cristianos, de cualquier denominación, para demostrar que el verdadero seguimiento de Cristo, como centro de la vida cristiana, se basa en el rechazo a las antiguas leyes y las propias esclavitudes para poner la confianza en Cristo, que con el ejemplo de su vida ofrece la liberación del hombre de los preceptos que agobian su conciencia.